# Rhyacopsyche mutisi
Rhyacopsyche mutisi är en nattsländeart som beskrevs av Wolfram Mey och Joost 1990. Rhyacopsyche mutisi ingår i släktet Rhyacopsyche och familjen smånattsländor. Inga underarter finns listade i Catalogue of Life.